# Mähnenente

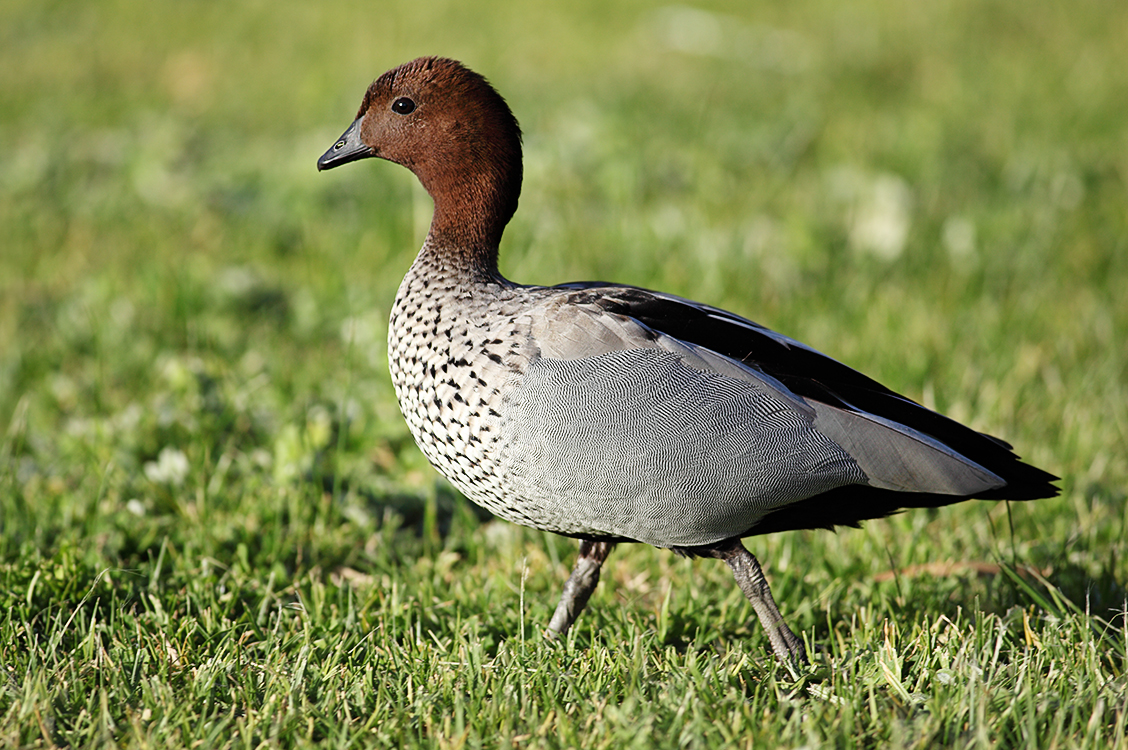
Männchen

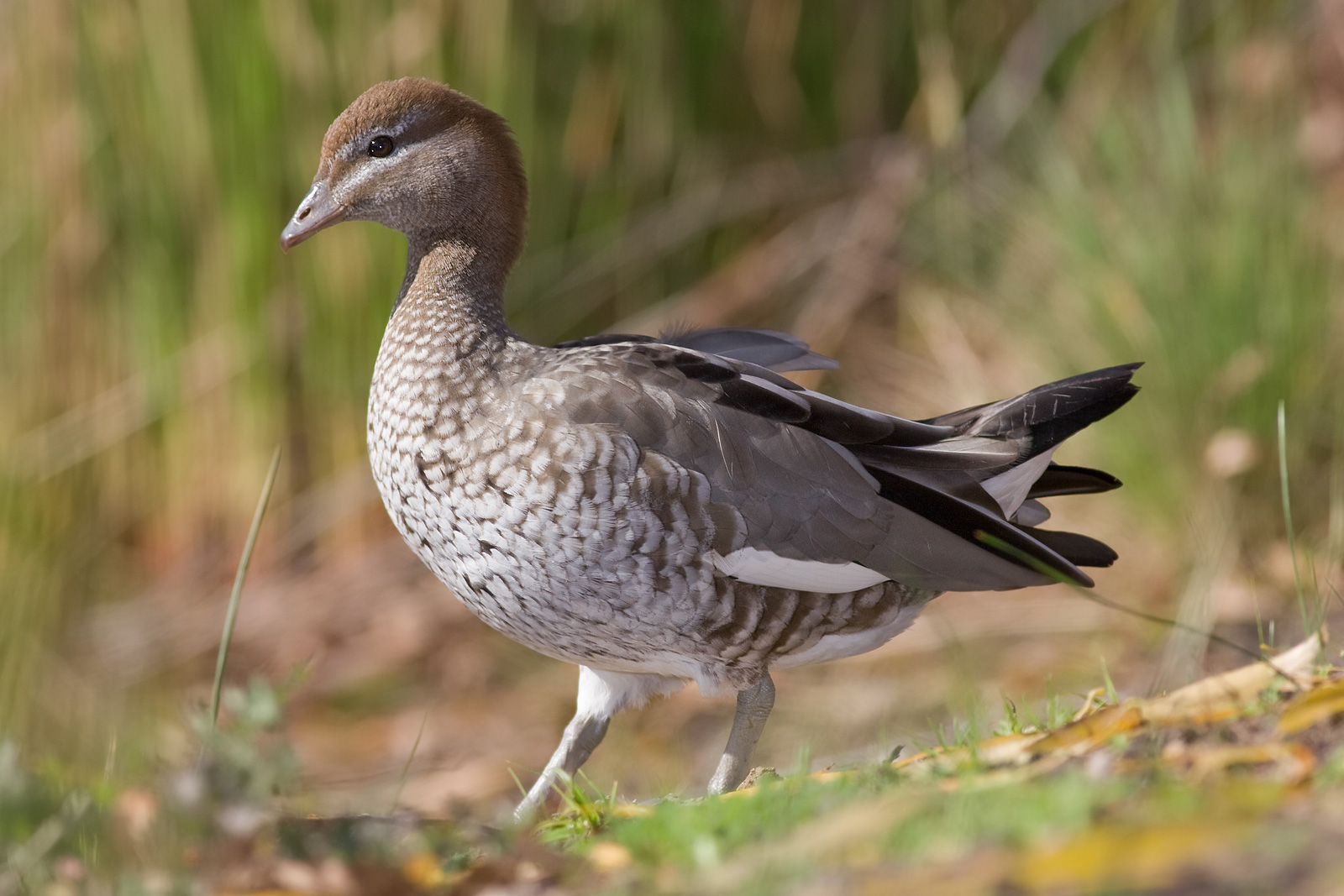
Weibchen

Die Mähnenente  oder auch Mähnengans (Chenonetta jubata) ist die einzige überlebende Art in der Gattung der Mähnengänse (Chenonetta) und gehört zur Familie der Entenvögel (Anatidae). Den Namen bekam sie wegen der aufrichtbaren Federn am Hinterkopf des Männchens. Sie gehört zur Fauna Australiens und kommt dort in zwei disjunkten Verbreitungsgebieten vor. Es werden keine Unterarten unterschieden. Die Art gilt deshalb als monotypisch.
Sie ist nahe mit der ausgestorbenen Finschs Ente (Chenonetta finschi) verwandt.
In Australien zählt die Mähnenente zum Federwild und wird stark bejagt.

## Merkmale

### Allgemeine Merkmale
Die Mähnenente ist eine mittelgroße Ente. Sie erreicht eine Körperlänge von 44 bis 51 Zentimetern und wiegt etwa 800 Gramm. In ihrer Körpergestalt und ihrer Nahrungsweise erinnert sie an eine kleine Gans. Der Körperbau ist insgesamt plump, die Beine sind verhältnismäßig lang. Männchen und Weibchen sind gleich groß. Der Schnabel ist kurz und stumpf, der Kopf dagegen ist verhältnismäßig groß. Wegen ihrer Körpergestalt und der auffällig getupften Brust ist sie in ihrem natürlichen Verbreitungsgebiet mit keiner anderen Art zu verwechseln. Sie ist meist in Trupps zu beobachten. Dabei sind die laut miauenden Rufe der Männchen auch noch in einiger Entfernung wahrzunehmen. Im Flug fallen vor allem die weißen Unterflügeldecken auf, die sich stark von dem dunklen Unterschwanzgefieder und dem dunklen Bauch unterscheiden.

### Federkleid
Männchen haben einen braunen Kopf und ein gesprenkeltes, weißschwarzes bis grauschwarzes Brustgefieder. Am Hinterkopf haben sie einen mähnenartigen Schopf, den sie auch aufstellen können. Das Körpergefieder ist überwiegend fein grau gezeichnet, das Rückengefieder, der Rumpf, Schwanz und der Bauch sind dagegen schwarzbraun. Der Schnabel ist dunkelgrau. Die Beine und Füße sind graubraun. Die Augen sind dunkelbraun. Das Männchen wechselt im Sommer häufig in ein Ruhekleid, das dem Gefieder des Weibchens gleicht. Es ist möglich, dass das Ruhekleid nur von solchen Männchen angelegt wird, die erfolgreich Nachwuchs hatten.
Das Weibchen hat einen hellbraunen Kopf und ein graubraunes Gefieder. Unter und über den Augen befinden sich weiße Streifen. Die Brust ist ähnlich wie beim Männchen gefleckt, auch wenn bei ihr die Farbintensität etwas gedämpfter ist. Auf der Körperunterseite findet sich eine braune Streifung. Die Jungvögel ähneln in der Gefiederfarbe dem Weibchen. Sie sind aber insgesamt etwas blasser und bei ihnen ist die Brust gestreift und nicht getupft.
Ausgewachsene Mähnenenten wechseln zweimal jährlich ihr Gefieder. Die Schwingenmauser erfolgt nach der Brutzeit. Sie kann entfallen, wenn in dieser Zeit extreme Trockenheit vorherrscht.

### Verhaltensmuster und Fortbewegung
Grundsätzlich sind Mähnenenten paarweise oder noch häufiger in kleinen Trupps in schütter baumbestandenen Arealen in Wassernähe, auf Sandbänken oder Dämmen sowie in Sümpfen zu sehen. 29 Prozent ihrer Tageszeit verbringen sie ruhend, 33 Prozent verbringen sie damit, in Wassernähe zu grasen. Weniger als sieben Prozent des Tages verbringen sie auf dem Wasser. Allerdings fliehen sie bei Beunruhigungen auf das Wasser. In mondhellen Nächten grasen sie auch nachts. An Land ist die Fortbewegungsweise gänseähnlich, auf dem Wasser wirken sie auf den Menschen unbeholfen. Sie tauchen nur sehr selten. Im Flug ist ihr Flügelschlag verglichen mit dem anderer Entenarten sehr langsam, ihr Flug ist aber insgesamt schnell und sie sind wendige Flieger.
Mähnenenten sind grundsätzlich gesellige Vögel, lediglich während der Fortpflanzungszeit überwiegen Paarbeobachtungen. Die Trupps, die sich nach der Fortpflanzungsperiode bilden, sind selten in ihrer Zusammensetzung stabil, da Paare kontinuierlich den Schwarm verlassen und neue Paare sich dem Trupp anschließen. Trupps können mehr als 2.000 Individuen umfassen, typischer sind jedoch Trupps mit weniger als 100 Individuen.

## Verbreitung und Bestand
Das Verbreitungsgebiet umfasst Australien inklusive Tasmanien. Die Mähnenente gilt grundsätzlich als eine sehr weit verbreitete Art. Geeignete Lebensräume, wie sie beispielsweise nach heftigen Regenfällen in ansonsten trockeneren Regionen Australiens entstehen, werden von ihr schnell besiedelt; in Regionen, die permanent geeignete Lebensräume aufweisen, ist sie dagegen ortstreuer. Wiederfunde von beringten Vögeln zeigen, dass viele Mähnenenten in einem verhältnismäßig kleinen Gebiet umherziehen. Einzelne Funde belegen aber auch Wanderungen von mehr als 3.000 Kilometern.
Die Mähnenente fehlt im äußersten Norden Australiens. Die sehr aride Zone, die sich vom Nordwesten Australiens durch den gesamten Kontinent zieht, stellt die Verbreitungslücke dieser Art dar. Als Irrgast findet sie sich gelegentlich auch auf Neuseeland ein. Beobachtungen auf Neuseeland begrenzen sich bislang auf die Südinsel.
Auf Tasmanien nehmen ihre Bestände offenbar zu. Verlässliche Bestandszahlen fehlen allerdings. Zählungen werden meist aus Flugzeugen vorgenommen und sind daher nicht immer vollständig. Insgesamt wird der Bestand dieser Art auf mehr als 500.000 Individuen geschätzt. In Jahren mit ausreichend Regenfällen kann ihr Bestand auch die Millionengrenze überschreiten. Die IUCN stuft die Mähnenente als nicht gefährdet (least concern) ein.

## Lebensraum
Vorwiegend wird die Mähnenente in den östlichen und südwestlichen Regionen in Paaren oder kleinen Gruppen auf Wiesen oder bewaldeten Oberläufen der Flüsse angetroffen. Obwohl sie ein guter Schwimmer ist, befindet sie sich seltener als andere Enten im Wasser.

## Nahrung und Nahrungsweise
Die Mähnenente ernährt sich von Gräsern sowie von Samen und Kräutern. Sie nimmt darüber hinaus auch Insekten auf. Ihre Nahrung findet sie überwiegend durch Grasen, sie nutzt dafür sowohl Tages- als auch Nachtzeiten. Mähnenenten, die in New South Wales über längere Zeit beobachtet wurden, verbrachten 96 Prozent ihrer auf Nahrungssuche aufgewendeten Zeit mit Grasen. Insekten fangen sie durch schnelle Vorwärtsbewegungen sowohl an Land als auch auf dem Wasser. Sie gründeln nur sehr selten und das Durchschnattern von Schlamm dient vermutlich mehr der Aufnahme kleiner Steinchen als echter Nahrungssuche.
Dunenküken fressen zunächst fast ausschließlich Insekten; allerdings hat man auch Dunenküken beobachtet, die bereits ab ihrem dritten Lebenstag ihre Zeit überwiegend mit Grasen verbrachten.

## Fortpflanzungsbiologie

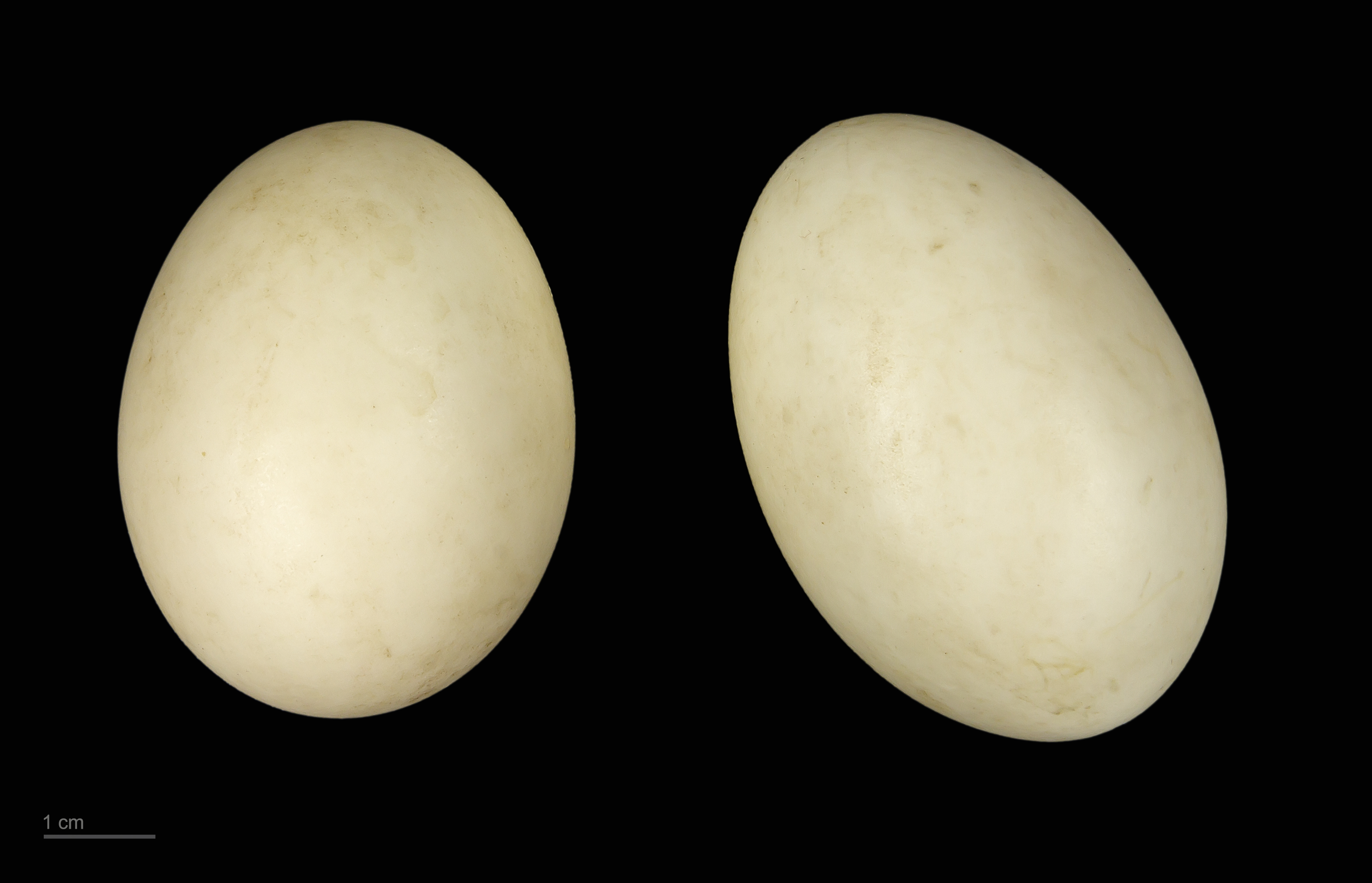
Eier der Mähnenente

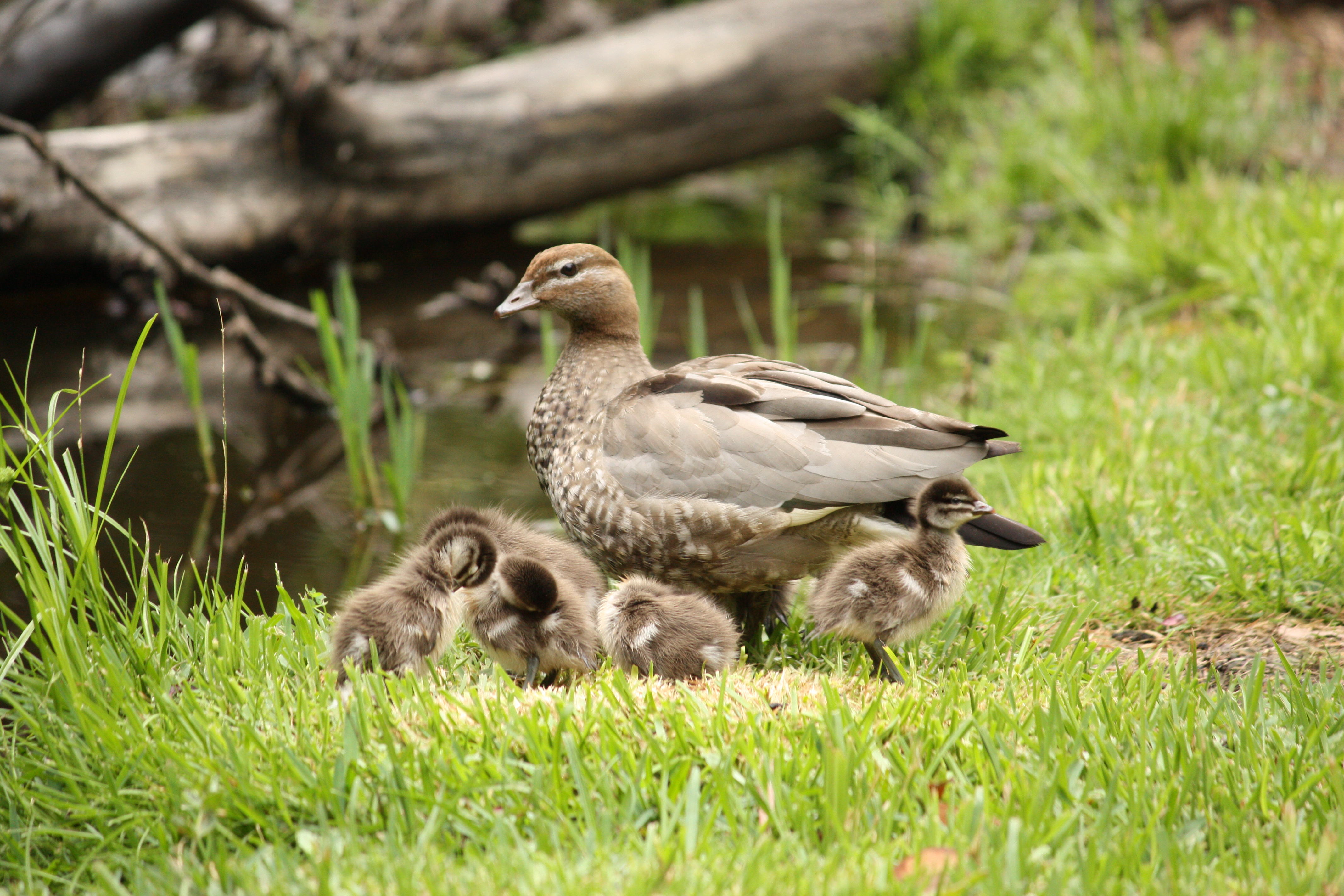
Mähnenente mit Dunenküken

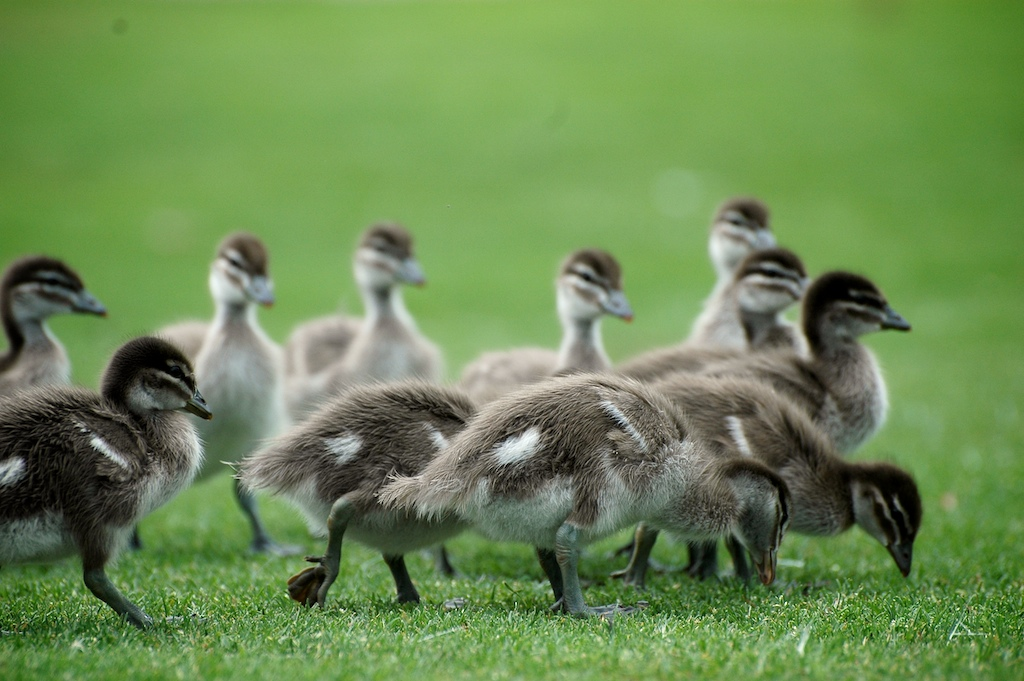
Jungvögel

Mähnenenten gehen langfristige Paarbeziehungen ein, die möglicherweise bis zum Tod eines der Partnervögel bestehen. Bei Mähnenenten, die man über einen Zeitraum von drei Jahren beobachtete, war die kürzeste Paarbindung 16 Monate. Sie gehen Paarbeziehungen bereits während ihres ersten Lebensjahres ein und können das Brutgeschäft auch schon im ersten Lebensjahr beginnen. Paare bleiben ganzjährig zusammen und wählen den Niststandort gemeinsam. Während das Weibchen brütet, hält sich das Männchen in der Nähe auf und begleitet in der Regel das Weibchen, wenn dieses das Nest zum Fressen verlässt.
Mähnenenten sind Höhlenbrüter und nutzen gewöhnlich Baumhöhlen. Erfolgreiche Paare nutzen in der Regel die Bruthöhle des letzten Jahres erneut. Die Fortpflanzungszeit variiert in Abhängigkeit von der geographischen Verbreitung. Im australischen New South Wales fällt die Fortpflanzungsperiode gewöhnlich in den Zeitraum Juli bis Dezember. Grundsätzlich können Mähnenenten jedoch ganzjährig zur Brut schreiten, wenn geeignete Bedingungen vorherrschen. In besonders geeigneten Habitaten ziehen sie auch zwei Bruten pro Jahr groß. Mähnenenten sind während der Fortpflanzungszeit nicht sonderlich territorial. Männchen, deren Weibchen gerade brüteten, duldeten Artgenossen in unmittelbarer Nähe des Nestes und schlossen sich diesen sogar beim Grasen an.
Das Gelege besteht aus acht bis zwölf cremefarbenen Eiern, die in einem Zeitraum von 28 Tagen ausgebrütet werden. Wird das Gelege zerstört, sind sie in der Lage, ein zweites Gelege zu produzieren. Die Jungen verlassen kurz nach dem Schlupf die Bruthöhle, während der weibliche Elternvogel sie mit Rufen lockt. Beide Elternvögel führen die Dunenküken zu einem Gewässer. Gelegentlich legen sie dabei bis zu einem Kilometer Wegstrecke zurück.
Zu den Fressfeinden von Gelegen und Jungvögeln zählen die Neuhollandkrähe, der Weißwangenreiher und der Jägerliest. Wanderfalke, Habichtfalke, Keilschwanzadler sowie Füchse und verwilderte Hauskatzen können auch adulte Mähnenenten schlagen.

## Belege